# 幕政改革
幕府改革是指幕府政治中的财政、制度、治理等方面的改革和政策。一般来说，幕府改革一词是指江户幕府在江户时代进行的享保改革、宽政改革、天保改革，其在历史上被称为三大改革 。除此之外，还有其他大规模的金融和制度改革，包括那些没有被称为“改革”的改革，例如在正德之治和田沼时代。
本节概述江户时代发生的幕府改革以及对该制度产生重大影响的政策变化。

## 三大改革理论
一般来讲，江户时代的改革是指享保改革、宽政改革、天保改革这三大改革。 在日本近代史中，人们并不清楚是从何时开始将这三者定义为三大改革的。藤田悟首先认为本庄英二郎于1944 年（昭和19 年）的著作《早期现代日本的三大改革》一书是二战前相关研究的巅峰 。当时并没有习惯将具体政策称为“巨峰维新”，“〇〇维新”、“三大维新”等术语也都是近代史学中才被创造出并使用的。藤田指出，在天保改革中，老中水野郎久在说明其目的时宣称，“效仿享保、宽政”是幕府将军的意图。因此如果追溯起源的话，对于享保、宽政、天保三大改革的特殊对待是遵循江户幕府的历史观的。 

## 各项改革内容

### 幕府制度的建立
第一代将军德川家康、第二代秀忠、第三代家光时代是江户幕府制度建立的时期，这一时期的改革应该称为“制度固化”而不是“变法”，因此所以它们并不被幕府改革包括在内。家康、秀忠两代（包括大御所时期），创建了幕府制度的基本框架。大名控制（武士诸法、三金科体、会器）、农民控制（教派改革）、宗教政策（雾金礼、寺庙诸法）、朝廷政策（金川、宫廷贵族诸法）、海事政策（一系列相关的所谓锁国政策）、扶代大名垄断幕府等幕府的基本政治制度就已经确立，并且到了家光时代才达到了一定的完成程度。之后的第四代家纲时代，幕府得益于松平信纲、酒井忠胜等有才华的老中，实现了稳定的政局。

## 相关项目
- 封建政府改革
- 文政改革（关东地区治理体制改革）